# فسفاتیدیل اینوزیتول ۳-فسفات
فسفاتیدیل اینوزیتول ۳-فسفات (به انگلیسی: Phosphatidylinositol 3-phosphate) با فرمول شیمیایی C۱۱H۲۰O۱۶P۲ یک فسفولیپید با شناسه پاب‌کم ۶۸۵۷۴۰۳ است. که جرم مولی آن ۴۷۰٫۲۱۴ g/mol می‌باشد. 